# Forel-sur-Lucens
Forel-sur-Lucens is een voormalige gemeente en plaats in het Zwitserse kanton Vaud en maakt sinds 1 januari 2008 deel uit van het district Broye-Vully. Voor 2008 maakte de gemeente deel uit van het toenmalige district Moudon.
Forel-sur-Lucens telt 150 inwoners.
Op 1 januari 2017 ging de gemeente op in Lucens.

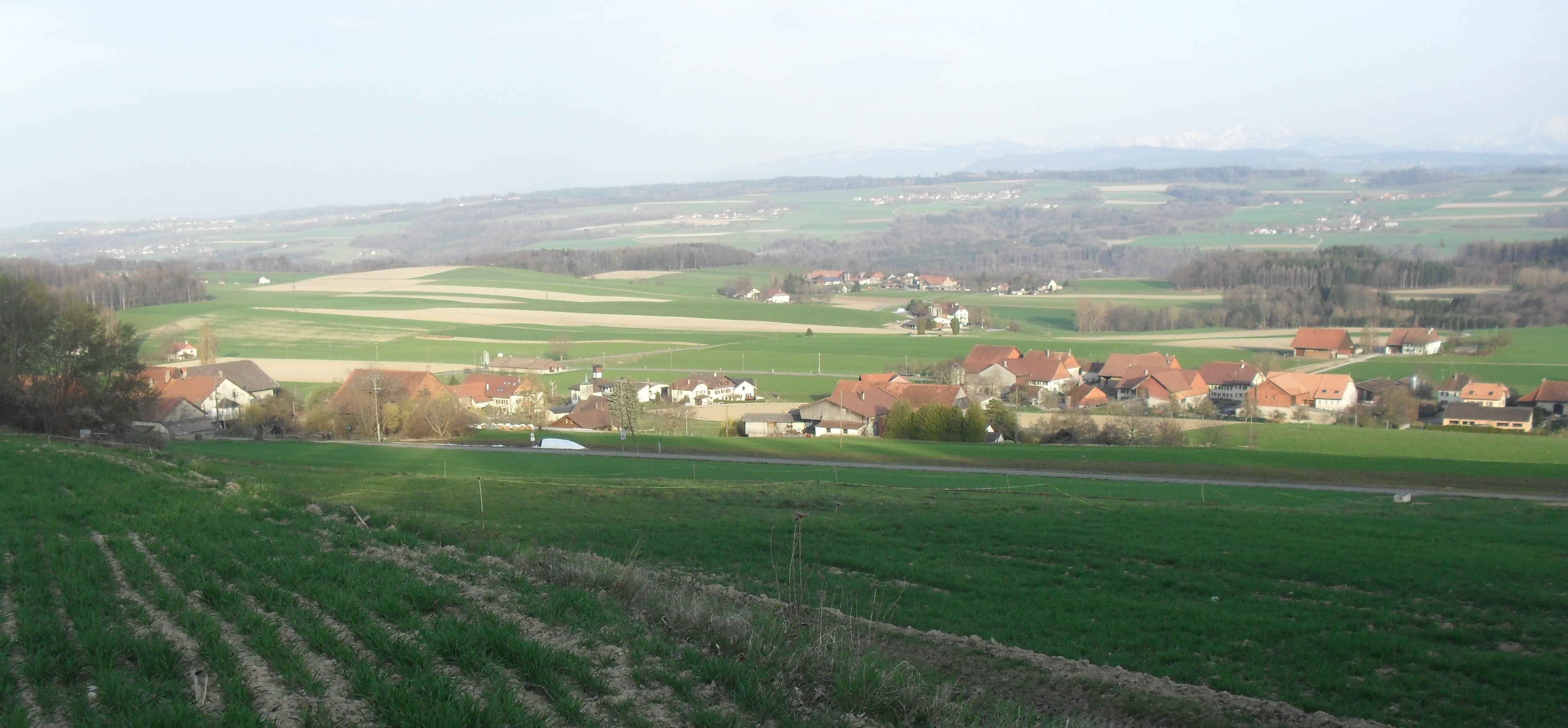
Forel-sur-Lucens